# Boophis
Boophis är ett släkte av groddjur. Boophis ingår i familjen Mantellidae.

## Dottertaxa tillBoophis, i alfabetisk ordning[1]
- Boophis albilabris
- Boophis albipunctatus
- Boophis andohahela
- Boophis andreonei
- Boophis anjanaharibeensis
- Boophis ankaratra
- Boophis axelmeyeri
- Boophis baetkei
- Boophis blommersae
- Boophis boehmei
- Boophis bottae
- Boophis brachychir
- Boophis burgeri
- Boophis doulioti
- Boophis elenae
- Boophis englaenderi
- Boophis erythrodactylus
- Boophis feonnyala
- Boophis goudotii
- Boophis guibei
- Boophis haematopus
- Boophis hillenii
- Boophis idae
- Boophis jaegeri
- Boophis laurenti
- Boophis liami
- Boophis lichenoides
- Boophis lilianae
- Boophis luteus
- Boophis madagascariensis
- Boophis majori
- Boophis mandraka
- Boophis marojezensis
- Boophis microtympanum
- Boophis miniatus
- Boophis occidentalis
- Boophis opisthodon
- Boophis pauliani
- Boophis periegetes
- Boophis picturatus
- Boophis pyrrhus
- Boophis rappiodes
- Boophis reticulatus
- Boophis rhodoscelis
- Boophis rufioculis
- Boophis sambirano
- Boophis schuboeae
- Boophis septentrionalis
- Boophis sibilans
- Boophis solomaso
- Boophis tampoka
- Boophis tasymena
- Boophis tephraeomystax
- Boophis ulftunni
- Boophis williamsi
- Boophis viridis
- Boophis vittatus
- Boophis xerophilus